# گردهمایی محکوم‌سازی

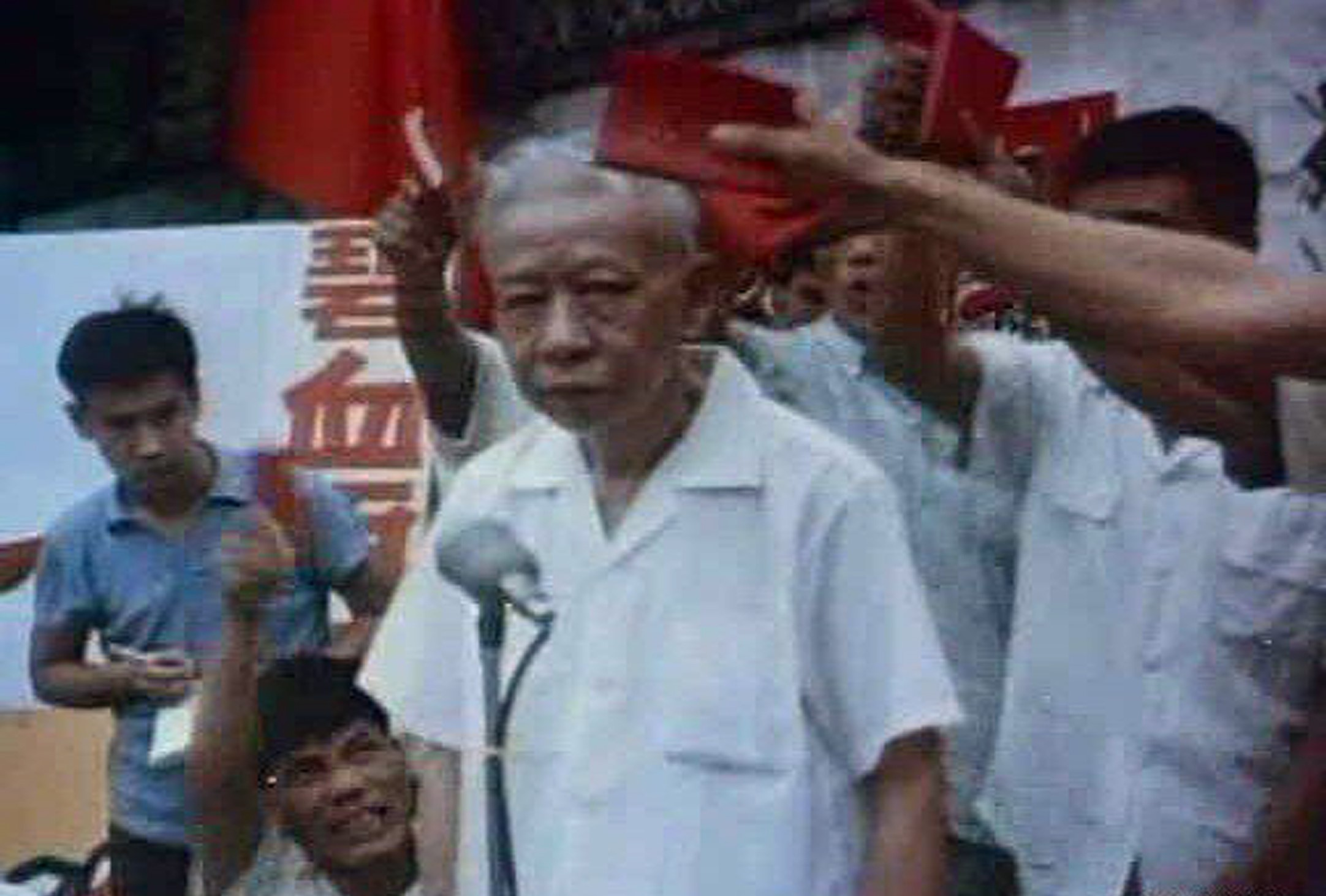
گردهمایی محکوم‌سازی لیو شائوچی، رئیس‌جمهور سابق چین که در زمان انقلاب فرهنگی در زندان مُرد. گاردهای سرخ «کتاب قرمز کوچک» را در دست دارند که حاوی جملاتی از مائو بود.

گردهمایی محکوم‌سازی (انگلیسی: Struggle session) تجمعات خشونت‌آمیزی در چین تحت سلطهٔ مائوئیست‌ها بود که در آن افرادی که به «دشمنی طبقاتی» متهم می‌شدند به شکل عمومی (و بعضاً توسط نزدیکان خودشان) تحقیر، تنبیه و شکنجه می‌شدند. دوران اوج این تجمعات پیش از تأسیس جمهوری خلق چین و بعدها در دوران انقلاب فرهنگی (۱۹۶۶–۱۹۷۶) بود.

## در انقلاب فرهنگی
در جریان انقلاب فرهنگی گردهمایی‌های محکوم‌سازی به‌طور گسترده توسط گاردهای سرخ (عموماً متشکل از دانشجویان) در سراسر چین برپا می‌شدند. در جریان این جلسات استادان دانشگاه در معرض توهین و تحقیر و شکنجه از جانب گاردهای سرخ (که دانشجویان‌شان بودند) قرار می‌گرفتند.
بعد از انقلاب فرهنگی و با قدرت گرفتن دنگ شیائوپینگ برپایی گردهمایی‌های محکوم‌سازی، متوقف و ممنوع شد.

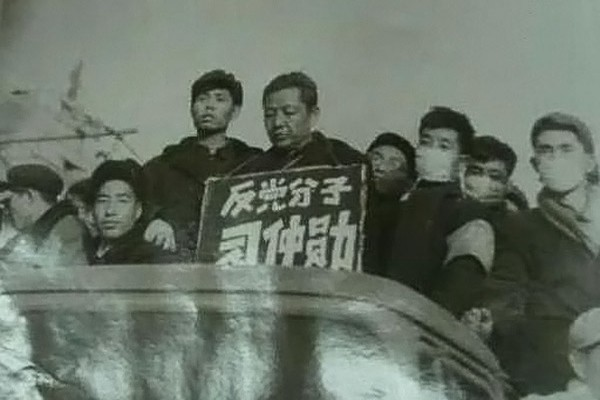
دوران انقلاب فرهنگی: گردهمایی محکوم‌سازی «شی جونشن»، پدر شی جین پینگ در دانشگاه علوم و فناوری‌های کشاورزی و جنگل‌داری چین (سپتامبر ۱۹۶۷). روی پوستری که از گردن او آویزان است نوشته شده: «عنصر ضد حزب شی جونشن».